# ジェイミー・ミラー
ジェイミー・ミラー（Jamie Miller、1997年9月9日 - ）は、ウェールズ系アメリカ人のポピュラー音楽の歌手。

## 人物
2017年、イギリス版『ザ・ヴォイス』で決勝に残った。2020年にデビュー。
2021年、両性愛者であるとカミングアウトした。
それまでもEPなどの発売はしてきたが、2024年には初のアルバム『ロング・ウェイ・ホーム』を発売。

## ディスコグラフィー

### シングル
- The City That Never Sleeps (2020)[3]
- All I Want for Christmas Is You (2020)
- Onto Something (2020)[4]
- Hold You 'Til We're Old (2021)
- Here's Your Perfect (2021)[5][6]
- Running Out of Roses (2021)
アラン・ウォーカーとのデュエット
- I Lost Myself In Loving You (2022)
- Last Call (2022)
- Maybe Next Time (2023)
- No Matter What (2023)
- Empty Room (2023)
- In the Cards (2024)
- Nothing to Miss (2024)
- Long Way Home (2024)

### アルバム
- Broken Memories (2022)
- The Things I Left Unsaid (2023)
- Long Way Home (2024)